# Tomb Raider: The Legend of Lara Croft
Tomb Raider: The Legend of Lara Croft és una sèrie de televisió d'aventures d'acció animada estatunidenca basada en la sèrie de videojocs Tomb Raider de Crystal Dynamics, protagonitzada per Hayley Atwell com a veu de Lara Croft. La sèrie està ambientada en la mateixa continuïtat que la trilogia de reinici de videojocs que va començar el 2013 i té lloc després dels esdeveniments del joc Shadow of the Tomb Raider del 2018. Tasha Huo va exercir de showrunner amb la producció de Legendary Television i DJ2 Entertainment, i va ser animat per Powerhouse Animation Studios. La sèrie es va estrenar a Netflix el 10 d'octubre de 2024. Es va renovar per una segona temporada el 25 d'octubre de 2024.

## Premissa
La sèrie té lloc després de la trilogia reboot de Tomb Raider, que va concloure amb Shadow of the Tomb Raider, i omple el buit de la línia de temps, unint la trilogia de reinici amb la sèrie original de jocs. L'heroïna s’enfronta a una nova aventura que l’obliga a revisar el seu passat traumàtic mentre descobreix un misteri antic.

## Repartiment de veu

### Principal
- Hayley Atwell com Lara Croft,[1] una jove britànica que busca artefactes en coves i tombes.
  - Maggie Lowe com a Lara jove[5]
- Allen Maldonado com a Zip,[6] amic de Lara i expert en tecnologia
- Earl Baylon com a Jonah Maiava,[7] amic de Lara

### Recurrent
- Richard Armitage com a Charles Devereaux, un mercenari que vol derrotar un grup misteriós conegut com "The Light".
- Zoe Boyle com a Camilla Roth, una amiga d'infància de Lara, filla de Conrad Roth i agent de la Interpol.
- Roxana Ortega com Abby Ortiz, la promesa de Jonah
- Nolan North com a Conrad Roth, el mentor difunt de Lara

### Convidat
- Mara Junot com a Joslin Reyes, una antiga amiga de Lara
- Karen Fukuhara com a Sam Nishimura, l'amic íntim de Lara amb qui va perdre el contacte
- Ming-Na Wen com a Eva Tong, una comissària que treballa amb altres a Pequín per repatriar artefactes reparats
- Xanthe Huynh com a Daji, un misteriós esperit de guineu
- Stan Walker com a Leo, un vell amic de Jonah
- Jonathan Roumie com a Winston, amic de Zip
- Rachel Rosenbloom com Elvan Kaya, un mafiós turc
- Ben Prendergast com a Richard Croft, el pare difunt de Lara